# Sabato de Sarno
 (avril 2024).
Sabato de Sarno, né à Cicciano (Naples) en 1983, est un styliste et directeur artistique italien. Il habite à Rome avec son mari, Daniele Calisti, et son chien, Luce.  Il a travaillé chez Prada, Dolce&Gabbana, Valentino,et poursuit dorénavant sa carrière chez le géant italien Gucci. C’est le 28 janvier 2023 que le groupe Kering nommait l’italien Sabato de Sarno à la tête de sa marque phare du prêt-à-porter de luxe, succédant ainsi à Alessandro Michele,.

## Biographie
Sabato de Sarno est originaire d’une modeste famille  italienne. Il est l'ainé d'une fratrie de trois enfants. Il à vécu son enfance en banlieue de Naples, dans la ville de Cicciano. À l'âge de 13 ans, il découvre le travail de Gianni Versace, qui devient rapidement son modèle. C’est lors d’un voyage scolaire à Rome qu’il se découvre une passion pour la mode et achète sa première pièce de luxe, une veste Tom Ford. Il continuera donc ses études à l’institut Carlo Secoli de Milan, une école de mode. En 2002, il remporte le prix de l'Aiguille d'or, prix attribué par son école. La jupe qui lui vaut cette récompense attire l'attention d'un recruteur de chez Prada. Il a ainsi commencé par faire ses armes chez la maison de luxe italienne de 2005 jusqu’à 2009, année à partir de laquelle il continue sa carrière chez Valentino. Il fait un passage chez Dolce& Gabbana en 2008 où il est chargé des collections maille. Il travaillera pendant 14 ans chez Valentino où il sera nommé "directeur prêt à porter homme-femme" en 2020.
Le 28 février 2023 il est nommé par le groupe français Kering directeur artistique du géant Gucci.
C'est le vendredi 12 janvier 2024 que Sabato de Sarno présente, à la Fashion-Week de Milan, son premier défilé homme automne-hiver 2024-2025 baptisé Ancoraen référence à la fameuse nuance de rouge, familère de la maison. Salué par la critique, ce premier défilé affirme l'identité du créateur italien.
Le 6 février 2025, Kering met fin à sa collaboration avec Sabato De Sarno.

## Son regard dans la mode et ses inspirations artistiques
Sabato de Sarno se déclare grand admiratif du travail de Tom Ford, anciennement directeur artistique chez gucci de 1990 à 2004.
Il désire apporter une plus grande place à la sensualité et la passion dans son travail. C'est d'ailleurs le mot d'ordre pour son défilé prêt-à-porter Femme à la Fashion week de Milan automne-hiver 2024,.
Sabato de Sarno est aussi un amoureux de musique et déclare travailler exclusivement en musique. Il fait souvent appel à son ami Mark Ronson lors de ses défilés.

## Son engagement
De Sarno est engagé pour la cause LGBTQ+  et ne s'en cache pas. En décembre 2023, il imagine une campagne de Noël pour Gucci avec tout types de personnes représentant la communauté queer. Une vague de haine s'est ensuivie et certains ont appelé au boycott de la marque.